# Organización territorial de Mali

Regiones en Malí.

Mali está dividido administrativamente en diez regiones y un distrito capital (Bamako). Estas divisiones llevan el nombre de la principal ciudad de cada territorio. Cada región se subdivide en círculos, estos en comunas y, en algunas zonas, en arrondissements. Esta estructura refleja la herencia del imperio colonial francés y adaptaciones posteriores para gestionar un vasto territorio con diversidad étnica y geográfica. Las regiones están divididas en 49 círculos. Los círculos están divididos en comunas; existen 703, de las cuales 19 son urbanas y 684 son rurales.

## Regiones y círculos
Las regiones, los círculos y sus habitantes son los siguientes:

### Gao
- Círculo de Ansongo (85 847 habitantes); capital, Ansongo.
- Círculo de Bourem (78 925); capital, Bourem.
- Círculo de Gao (145 633); capital, Gao.
- Círculo de Menaka (25 571); capital, Ménaka.

### Kayes
- Círculo de Bafoulabé (176 555 habitantes); capital, Bafoulabé.
- Círculo de Diema (140 107); capital, Diéma.
- Círculo de Kayes (350 082); capital, Kayes.
- Círculo de Kenieba (165 567); capital, Kéniéba.
- Círculo de Kita (278 111); capital, Kita.
- Círculo de Nioro de Sahel (253 984); capital, Nioro.
- Círculo de Yelimané (141 693); capital, Yelimané.

### Kidal
- Círculo de Abeibara (7331 habitantes); capital, Abeibara.
- Círculo de Kidal (16 923); capital, Kidal.
- Círculo de Tessalit (5857); capital, Tessalit.
- Círculo de Tin-Essako (935); capital, Tin-Essako.

### Kulikoró
- Círculo de Banamba (149 965 habitantes); capital, Banamba.
- Círculo de Dioila (341 400); capital, Dioila.
- Círculo de Kati (458 333); capital, Kati.
- Círculo de Kolokani (196 644); capital, Kolokani.
- Círculo de Koulikoro (144 006); capital, Kulikoró.
- Círculo de Nara (190 284); capital, Nara.

### Mopti
- Círculo de Bandiagara (213 348 habitantes); capital, Bandiagara.
- Círculo de Bankass (184 021); capital, Bankass.
- Círculo de Djenne (160 591); capital, Djenné.
- Círculo de Duentza (152 185); capital, Douentza.
- Círculo de Koro (263 788); capital, Koro.
- Círculo de Mopti (232 735); capital, Mopti.
- Círculo de Tenenku (142 806); capital, Ténenkou.
- Círculo de Yuwaru (77 699); capital, Youwarou.

### Segú
- Círculo de Barueli (160 673 habitantes); capital, Barouéli.
- Círculo de Bla (247 609); capital, Bla.
- Círculo de Macina (195 463); capital, Macina.
- Círculo de Niono (203 353); capital, Niono.
- Círculo de San (229 607); capital, San.
- Círculo de Segú (477 457); capital, Segú.
- Círculo de Tominian (164 587); capital, Tominian.

### Sikasso
- Círculo de Buguni (272 522 habitantes); capital, Bougouni.
- Círculo de Kadiolo (138 156); capital, Kadiolo.
- Círculo de Kolondieba (132 718); capital, Kolondieba.
- Círculo de Kutiala (355 189); capital, Koutiala.
- Círculo de Sikasso (431 936); capital, Sikasso.
- Círculo de Yanfolila (157 132); capital, Yanfolila.
- Círculo de Yorosso (123 119); capital, Yorosso.

### Tombuctú
- Círculo de Diré (76 033 habitantes); capital, Diré.
- Círculo de Gundam (122 772); capital, Goundam.
- Círculo de Gurma-Rharus (56 784); capital, Rharous.
- Círculo de Niafunké (135 006); capital, Niafunké.
- Círculo de Tombuctú (76 766); capital, Tombuctú.

## Lenguas, economía y cultura
El idioma oficial es el francés, aunque el bambara es la lengua más hablada, seguida por otras como el fulfulde, el soninké y el tamasheq (lengua de los tuaregs). La economía se basa principalmente en la agricultura (algodón, arroz y mijo), la minería (oro, tercer productor de África) y la ganadería. Culturalmente, Mali es célebre por su patrimonio musical (como los cantos de los griots) y arquitectónico (la Gran Mezquita de Djenné, Patrimonio de la Humanidad). La tradición oral y festivales como el Festival au Désert reflejan su riqueza cultural.